# 明日的記憶
《明日的記憶》，是一部由荻原浩所寫的小說。之後由堤幸彥執導、渡邊謙監製改編成電影，同時渡邊謙也在戲中擔任男主角。此劇獲得日本電影金像獎多項提名，而男主角渡邊謙本人則是獲得日本電影金像獎最佳男主角獎。
「即使有一天你的記憶消失忘了我，我還是會這樣牽著你的手慢慢走。」道盡阿茲海默症病患的絕望和希望，也廣泛地引起觀眾、讀者的感動。

## 內容綱要
故事內容描述四十九歲的廣告公司業務部長佐伯雅行，原本在幾個月後，要主持獨生女的結婚典禮，完成人生中最大的心願。可是卻得到了早發性阿茲海默症。深知在短短數年時間內，自己會連至親都不認識，為了挽留無時無刻不在消失的記憶，他拚命地對所有事物做記錄，留下小紙條提醒自己。當滿天飛舞的小紙條再也起不了任何作用，佐伯陷入了不知所措的境地。而妻子枝實子決定牽著他的手，陪他一起和疾病奮鬥下去……
劇中描述的情節，著重於人與人之間面對此一疾病時，所產生的情感互動；場景也在醫院、職場與家裡這三者間穿梭。由於戲中主角的年紀尚未滿五十，還稱不上是老人，卻罹患老年失智症，更增加此戲可看的程度。

## 登場人物
佐伯雅行
廣告代理商第二營業局部長。49歳，患有早發性阿茲海默症。
佐伯枝實子
雅行的妻子。奮不顧身支持生病的丈夫。
渡邊梨惠（佐伯梨惠）
24歳，佐伯夫妻獨生女。與直也奉子成婚。曾經反抗過只熱衷工作的父親。
渡邊直也
梨恵的丈夫。經營設計事務所，33歲的建築師。
渡邊芽吹
梨恵的女兒、雅行的孫女。
園田
雅行的部下。常常被佐伯一行人斥責。
（小說中）向局長打佐伯的小報告後，原本預計能成為代理部長，沒想到被另外一位年資多一年、同年紀的人搶走。
（電影中）在雅行的病情被揭發以後，順理成章接下他的工作。
安藤俊彥
雅行的部下。
生野啟子
雅行的部下。佐伯小組的成員，23歲，是部下中最年輕、開朗、美麗的成員。
吉沢大悟
雅行的部下。
松岡耕太郎
雅行的部下。
富永雄一
雅行的部下。
河村篤志
視大製造廠為母公司的IT企業「GIGA FORCE」的宣傳課長。也是佐伯一行人的大客戶，良好的理解者。
吉田武宏
大學醫院神經內科的醫師、雅行的主治醫師，也是治療阿茲海默症的先驅。父親也罹患阿茲海默症。
木崎茂之
陶藝教室的老師，為了延緩雅行阿茲海默症的病情而與之交涉。
但是利用佐伯的病情，向他騙取金錢。非常世故的角色。
濱野喜美子
枝實子的同學，現在是陶藝展覽室的所有人。現年47歲且單身，但熱情投入工作，造就今日的地位。
菅原卯三郎
奧多摩的工房「日向窯」的主人。為雅行與枝實子製造結婚的契機。年輕時很喜歡對枝實子毛手毛腳。現罹患阿茲海默症。
馬場敏哉
美術指導。在雅行拿的名片上描述他「風騷，態度惡劣」。

## 小說
- 2004年9月：由光文社出版。
- 2005年：得到第2回書店大獎第二名，也獲得第18回山本周五郎賞。
- 2007年11月：由光文社文庫加以口袋書化。

## 電影
2006年改編為電影，由渡邊謙主演，並獲得日本學院賞優秀作品獎。
渡邊謙在本片中身兼監製，但其本人說他不是「監製」，僅是一位『介紹者』。

## 劇情
故事採取倒敘法，開頭首先以男主角佐伯雅行已遺忘一切、妻子枝實子在安養之家的房間張貼親友的照片，企圖喚回佐伯的記憶。隨後畫面開始時光倒轉至佐伯發病前在公司上班時的模樣。
佐伯原本是個具有26年資歷的公司行銷部部長，不論人際能力、策劃能力及基礎技術性能力均精明幹練，近期更拿到了國內大企業(GIGA)的廣告案，家庭成員有妻子枝實子以及即將結婚的長女佐伯梨惠，然而就從某個平凡的上班日開始，佐伯開始忘了一些細微的事物，包括同事的名字、客戶的會議日期等等，到後來佐伯常常覺得疲累，甚至在中午用餐時無法辨認自己部門的下屬，因此，在妻子枝實子的百般勸說下，佐伯開始求醫就診，在經過臨床失智量表(CDR)及核磁共振(MRI)的診斷結果，吉田醫師判定為阿茲海默(老人痴呆)症，佐伯無法接受此事時而情緒失控，認為是吉田過於年輕資淺才做出誤判，企圖爬上醫院頂樓一了百了。
在妻子及主治醫師的苦苦勸說下，佐伯漸漸接受了這個事實，並決定繼續工作至女兒結婚為止，希望在女兒結婚以前，能維持一個工作勤奮的父親形象，妻子帶著他四處尋求延緩症狀發作的方法，除了按時服用藥物之外，他們一起做陶藝、一起旅行，藉此舒緩緊繃的工作壓力。
然而，殘酷的症況卻持續進行著，除了阿茲海默症的「主症」之外，亦因大腦杏仁核、海馬迴迴路神經傳導異常而連帶引發了妄想症、焦慮症、以及憂鬱症，雖然佐伯使用了各種紙條來提醒自己的生活日常，但最終他還是在一次前往與客戶會議的路途上忘記了自己身處何方，需要打電話讓部下指路。
隨著症狀加劇，不良的工作表現讓佐伯面臨調職，但佐伯依然希望能夠維持父親的工作形象，因此堅持不申請退休。直到愛女梨惠披著一身淺黃的嫁紗出嫁，婚禮天佐伯記得要致詞，卻忘了帶致詞稿，在枝實子鼓勵僅能，勉為其難的憑內心感受來致詞，卻意外展現真情流露，包括女兒梨惠在內的所有賓客都備受感動。
最後由於其他部下向上級爆料佐伯的所有病情，佐伯因此被上級要求從公司離職，在同事們群起寫賀卡熱情送別及祝福下，佐伯踏出了公司大門，結束了他在公司長達26年的奉獻。
婚禮結束後，佐伯開始在家靜養，保持散步運動習慣，練習陶藝，外孫女出生後偶爾也會帶帶外孫女，但是症狀每況愈下，他學習製陶的陶藝店老闆見他罹患阿茲海默症，則趁勢欺騙他先前忘記繳1,400元材料費，意圖藉機賺點小便宜。枝實子為了負擔醫療費用，從佐伯在家靜養後開始便重返職場，一邊負責家中經濟，一遍照顧佐伯，不厭其煩的照顧他及鼓勵他，但佐伯身為男性，加上日本的傳統觀念對男性的影響，佐伯開始質疑起自己存活於世上的意義，他屢次要求枝實子和他離婚，或對枝實子發脾氣，在一次的爭吵中更拿陶碗把枝實子打得頭破血流，在每一次對妻子的施暴後，佐伯都後悔不已，最後他選擇獨自搭電車前往新宿，再轉車到埼玉，到枝實子的朋友介紹給她的安養中心去，希望一切能就此打住，在回程的路途，他憶起了二十多年前剛與妻子交往時的那座森林和吊橋，他突然看見年輕的枝實子，並跟隨著她往前走到從前的習陶處，他在破舊的小屋中發現自己二十多年前與枝實子到此學陶的作品，也遇見之前的陶藝店老闆，他同樣罹患了阿茲海默症，在寂靜的夜晚，兩人邊進行炊事邊閒聊著對人生的感懷及無奈。隔日一早，佐伯發現自己在野外度過了一夜，而師父卻不見蹤影，起身要返家，枝實子走進當初共同旅遊過的山林尋獲佐伯，可佐伯只記得年輕時的她和她的大名，枝實子得知連自己也淪為被他遺忘的對象後，其實也沒有太多的傷心，只是默默的陪佐伯到車站，隨後畫面轉換回片頭，佐伯住入了安養中心，枝實子來探望他，帶著外孫女的照片，屋子內都是外孫女芽吹和其他親朋好友的照片。枝實子翻著照片給已經僵化的佐伯看著，並陪著他看著夕陽餘暉逐漸落下

## 演員
佐伯雅行：渡邊謙（年輕時的雅行：阿部進之介）
佐伯枝實子（田中枝實子）：樋口可南子（年輕時的枝實子：松岡璃奈子）
伊東梨惠（佐伯梨惠）：吹石一惠（小學時的梨惠：岡田千咲）
伊東直也：坂口憲二
伊東芽吹：伊藤千戀→山田菜菜香→高橋美優→鈴木美羽→山田萌萌香→田澤有里朱→尾川榛香（童星）
園田守：田邊誠一
安藤俊彥：袴田吉彦
生野啟子：水川麻美
河村篤志：香川照之
吉田武宏：及川光博
木崎茂之：木梨憲武（特別演出）
濱野喜美子：渡邊惠里子（現：渡邊惠里） 
菅原卯三郎：大瀧秀治
馬場敏哉：MCU

#### 其他演員
- 遠藤憲一
- 木野花
- 市川勇
- 小櫻聖那（小櫻セレナ）
- 松村邦洋
- 高樹瑪利亞

### 工作人員
- 導演：堤幸彥
- 製作：坂上順、川村龍夫
- 監製：渡邊謙
- 角色：砂本量、三浦有為子
- 音樂：大島滿
  - 雙簧管演奏：宮本文昭
- 企劃：中曾根千治
- 製片：野村敏哉、中澤晉
- 攝影：唐澤悟
- 照明：木村匡博
- 製作公司：東映東京攝影所、Office Crescendo（日语：オフィスクレッシェンド）

### 奖项
渡邊謙榮獲日本電影金像獎男主角、日本藍絲帶獎男主角等五項電影最佳男主角獎

### 軼聞
- 在富士電視台的中渡邊以客串的身分上這節目，談到這部電影，則是由在電影中扮演主角佐伯女兒的吹石一惠擔任客串解答者，吹石還說出在父親給女兒致詞的結婚典禮的場景中，她是真的流下了眼淚。
- 渡邊謙在電影《藝伎回憶錄》拍攝時，跑到好萊塢的書店看到這本書，因此想起過去自己曾嘗過和白血病奮鬥的生活，而對內容深深感動，於是寄信給原作者荻原浩強烈希望能夠改編成電影，並且因此順利電影化。關於這件事，收到渡邊的信的作者荻原卻是沒想到這就是他本人的信，據說在真正知道那是他本人寄來以後還大吃一驚。

## 廣播劇
2006年9月11日，於TBS廣播及每日放送播出。
- 主演：森本里歐、松永玲子
- 腳本：正岡謙一郎

## 類似電影
- 如果能在天堂與你相遇–2010年上映。由大澤隆夫、伊東美咲主演。
- 生命最後一個月的花嫁–2009年上映。由榮倉奈奈、瑛太主演。
- 屋邨狂父斬頭–2006年上映。由高雄、吳亭欣主演。

## 外部連結
- 明日的記憶 官方網站（繁體中文）
- AllMovie上《明日的記憶》的资料（英文）
- 互联网电影数据库（IMDb）上《明日的記憶》的资料（英文）